# Église Saint-Thomas de Calcutta
L’église Saint-Thomas (en anglais : St Thomas Church) est un édifice religieux catholique se trouvant à Middleton Row dans le quartier de Park Street, à Calcutta (Inde). Construite au XIXe siècle et inaugurée en 1842  elle est une des paroisses catholiques importantes de Calcutta. Confiée aux jésuites de 1860 à 1995 elle est aujourd’hui entre les mains du clergé séculier.

## Histoire
Pour mieux accueillir les sœurs de Loreto, premier groupe de religieuses catholiques ayant accepté de venir à Calcutta pour s’y occuper de l’éducation féminine, le vicaire apostolique du Bengale, Mgr Patrick Carew, décide de mettre en chantier une nouvelle église qui se trouverait dans la proximité immédiate de leur couvent (l’ancienne maison de campagne du gouverneur Vansittart) Cette église servirait d’oratoire aux religieuses.
La première pierre est posée le 11 novembre 1841. Le 29 décembre les religieuses débarquent à Calcutta, et dès le 10 janvier 1842 leur école s’ouvre avec 60 élèves. La construction de l’église est menée tambour battant, et le 5 mai l’édifice est consacré. Le 8 septembre 1842 elle est ouverte au public. Les jésuites du collège Saint-Xavier, fondé récemment, en reçoivent la charge pastorale en novembre 1843. Leur chapelle cesse d’être paroissiale
Saint-Thomas est la seconde église paroissiale du vicariat, les quelques autres églises catholiques de la ville étant encore contrôlées et gérées par des prêtres goano-portugais du Padroado. Dans la foulée une résidence (St Thomas House) est érigée en face du porche de l’église, qui serait la résidence du vicaire apostolique du Bengale. 
Sous l’administrateur diocésain Goiran, les jésuites sont invités à revenir. Les jésuites belges arrivent à Calcutta fin 1859 et ouvrent en janvier 1860 le collège Saint-Xavier. La charge pastorale de l’église leur est à nouveau confiée. Activités et cérémonies religieuses du collège se déroulent à Saint-Thomas.
De nombreuses activités caritatives, pilotées par des « Dames de la charité » et la Société de Saint Vincent de Paul, voient le jour dans la paroisse. Certains projets aboutissent à la création d’institutions importantes comme le home pour personnes âgées, confié aux Sœurs de Saint Vincent-de-Paul en 1883.
Le tremblement de terre de 1897, qui causa des dégâts considérables dans la partie orientale des Indes (Bengale septentrional, Assam), mis à bas de nombreux bâtiments de Calcutta. L’église Saint-Thomas perdit la partie supérieure de son clocher qui avait pivoté sur lui-même.  Un nouveau clocher fut reconstruit.  

### AuXXesiècle
Bien qu’au cours du XXe siècle une série de nouvelles paroisses catholiques furent créées à Calcutta par séparation de la paroisse de Saint-Thomas, celle-ci reste numériquement une des plus importantes paroisses catholiques de Kolkata. 
En 2005 elle compte quelque 4 000 fidèles.